# Miniopterus africanus
Miniopterus africanus är en fladdermusart i familjen läderlappar som först beskrevs av Sandborn 1936. Populationen listades fram till 1995 som underart till Miniopterus inflatus.
Denna fladdermus lever endemisk i en mindre region i västra Kenya. Den vistas i regnskogar i bergstrakter. Liknande fladdermöss från andra afrikanska stater som tidigare klassificerades som Miniopterus africanus tillhör troligen andra arter. Sedan 2007 pågår en taxonomisk revision av släktet Miniopterus med hjälp av genetisk data.
Den population som finns i Kenya är inte hotad i beståndet.